# Moonlight Mile (манга)
Moonlight Mile (яп. ムーンライトマイル, Миля лунного света) — манга Ясуо Отагаки, которая также была адаптирована в аниме-сериал. Манга издается компанией Shogakukan, а аниме снимает режиссёр Ику Судзуки и анимационная студия Studio Hibari. Первая серия аниме транслировалась в эфире WOWOW 4 февраля 2007 года. Регулярные трансляции начались 3 марта 2007 года.
История повествует о паре альпинистов, которые решили стать космонавтами. В превью к аниме Отагаки рассказал, что его цель была создать историю реалистической космической драмы, демонстрирующую, как много политики в современных космических запусках.

## Сюжет
Горо Сатавари и Лостман — альпинисты, которые поднялись на одну из самых высоких гор в мире. На вершине Эвереста они видят станцию МКС над небесным пространством и полны решимости отправиться в космос. В то же время NASA начинает программу по исследованию нового источника энергии, обнаруженного на Луне. Горо и Лостман пытаются присоединиться к программе с помощью различных подходов: Лостман становится пилотом, а Горо устраивается на работу в качестве строительного рабочего.

## Персонажи
- Лостман — Хироаки Хирата
- Горо Сатавари — Кадзухико Иноуэ
- Косукэ Савамура — Хироки Такахаси
- Мигель — Кинрю Аримото
- Стив О’Брин — Масаси Ябэ
- Риёко Икэути — Риэ Танака
- Магги Хираока — Томоко Каваками
- Акэми Саруватари — Юки Макисима

## Медиа

### Манга
Ясуо Отагаки начал публиковать мангу в журнале Big Comic Superior издательства Shogakukan в 2000 году. Выход манги был приостановлен в 2011 году, чтобы автор смог полностью заняться выпуском другой серии — Mobile Suit Gundam Thunderbolt. Последний 23 танкобон был выпущен в 2012 году.
В мае 2021 года автор объявил о своих планах возобновить публикацию манги зимой того же года.

### Аниме
Аниме делится на два сезона. Первый сезон, LIFT Off, состоящий из 12 серий, транслировался с 3 марта 2007 году до 26 мая 2007 года. 2-й сезон, Touch Down, состоит из 14 серий и транслировался с 13 сентября 2007 по 13 декабря 2007 года.

## Критика
Представитель сайта Anime News Network Карл Кимлингер отметил, что сериал максимально реалистичен и посвящён политике, что делает его не похожим на другие аниме своего жанра. Главные герои тоже своеобразны. Графика сериала неплохая, а музыка придаёт правильное настроение сюжету.